# Nouria Mérah-Benida
Nouria Mérah-Benida (in arabo نورية مراح بنيدة‎?; Algeri, 19 ottobre 1970) è un'ex mezzofondista algerina, campionessa olimpica dei 1500 metri piani ai Giochi di Sydney 2000.

## Record nazionali

### Seniores
- 800 metri piani indoor: 2'00"75 ( Dortmund, 13 febbraio 1999)
- 1 500 metri piani indoor: 4'07"94 ( Chemnitz, 18 febbraio 2000)

## Progressione

### 800 metri piani
| Stagione | Risultato | Luogo             | Data      | Rank. Mond. |
| -------- | --------- | ----------------- | --------- | ----------- |
| 2008     | 2'03"46   | Algeri            | 2-6-2008  | 145ª        |
| 2006     | 1'59"73   | Salamanca         | 5-7-2006  | 28ª         |
| 2005     | 2'04"29   | Villeneuve-d'Ascq | 12-6-2005 |             |
| 2003     | 2'00"90   | Algeri            | 18-8-2003 | 45ª         |
| 2001     | 2'01"6    | Algeri            | 17-7-2001 |             |
| 2000     | 1'59"68   | Algeri            | 2-8-2000  | 28ª         |
| 1999     | 1'59"49   | Arnhem            | 10-7-1999 | 21ª         |
| 1998     | 2'00"77   | Hechtel           | 1-8-1998  |             |
| 1997     | 2'01'08   | Atene             | 7-8-1997  |             |
| 1996     | 2'02"44   | Atlanta           | 26-7-1996 |             |

### 1500 metri piani
| Stagione | Risultato | Luogo      | Data      | Rank. Mond. |
| -------- | --------- | ---------- | --------- | ----------- |
| 2008     | 4'09"10   | Monaco     | 29-7-2008 | 74ª         |
| 2006     | 4'04"28   | Monaco     | 20-8-2006 | 22ª         |
| 2005     | 4'11"58   | Brasschaat | 24-7-2005 | 90ª         |
| 2003     | 4'05"57   | Zurigo     | 15-8-2003 | 34ª         |
| 2001     | 4'08"16   | Nizza      | 9-7-2001  |             |
| 2000     | 3'59"12   | Monaco     | 18-8-2000 | 4ª          |
| 1999     | 4'05"44   | Hengelo    | 30-5-1999 | 23ª         |
| 1997     | 4'07'69   | Hengelo    | 31-5-1997 |             |

### 1500 metri piani indoor
| Stagione | Risultato | Luogo     | Data      | Rank. Mond. |
| -------- | --------- | --------- | --------- | ----------- |
| 2006     | 4'10"76   | Stoccarda | 4-2-2006  | 26ª         |
| 2004     | 4'11"54   | Paiania   | 22-2-2004 | 23ª         |
| 2000     | 4'07"94   | Chemnitz  | 18-2-2000 | 6ª          |
| 1999     | 4'11"13   | Karlsruhe | 24-1-1999 | 16ª         |

## Palmarès
| Anno | Manifestazione          | Sede         | Evento        | Risultato  | Prestazione | Note |
| ---- | ----------------------- | ------------ | ------------- | ---------- | ----------- | ---- |
| 1996 | Giochi olimpici         | Atlanta      | 800 m piani   | Batteria   | 2'02"44     |      |
| 1997 | Giochi del Mediterraneo | Bari         | 1 500 m piani | Oro        | 4'11"27     |      |
| 1997 | Mondiali                | Atene        | 800 m piani   | Semifinale | 2'01"08     |      |
| 1997 | Mondiali                | Atene        | 1 500 m piani | Batteria   | 4'12"21     |      |
| 1998 | Mondiali di cross       | Marrakech    | Corsa breve   | 59ª        | 13'46"      |      |
| 1999 | Mondiali indoor         | Maebashi     | 800 m piani   | Semifinale | 2'03"10     |      |
| 1999 | Mondiali                | Siviglia     | 1 500 m piani | Batteria   | 4'08"90     |      |
| 1999 | Giochi panafricani      | Johannesburg | 800 m piani   | Argento    | 2'00"83     |      |
| 1999 | Giochi panafricani      | Johannesburg | 1 500 m piani | Argento    | 4'18"69     |      |
| 2000 | Campionati africani     | Algeri       | 800 m piani   | Argento    | 1'59"73     |      |
| 2000 | Campionati africani     | Algeri       | 1 500 m piani | Oro        | 4'16"14     |      |
| 2000 | Giochi olimpici         | Sydney       | 1 500 m piani | Oro        | 4'05"10     |      |
| 2001 | Mondiali                | Edmonton     | 1 500 m piani | Semifinale | dns         |      |
| 2006 | Campionati africani     | Bambous      | 800 m piani   | Bronzo     | 2'02"18     |      |
| 2006 | Campionati africani     | Bambous      | 1 500 m piani | Oro        | 4'23"26     |      |

## Altre competizioni internazionali
2000
- Bronzo alla Grand Prix Final ( Doha), 1 500 m piani - 4'15"85

2006
- 9ª alla World Athletics Final ( Stoccarda), 1 500 m piani - 4'09"95
- 7ª in Coppa del mondo ( Atene), 1 500 m piani - 4'10"25